# Литовченко Володимир Григорович
Володимир Григорович Литовченко (24 грудня 1931 — 5 вересня 2021) — український учений-фізик. Доктор фізико-математичних наук, професор. Член-кореспондент НАН України. Почесний академік АН ВШ України з 2007 р.

## Біографія
Народився в Києві. Закінчив з відзнакою радіофізичний факультет Київського державного університету ім. Т.Шевченка (1955), розпочав працювати в Київському університеті (Радіофізичний факультет). З 1956 року працює в Інституті фізики. З часу створення Інституту напівпровідників АН УРСР (1960) працює в цьому інституті (нині — Інститут фізики напівпровідників ім. В. Є. Лашкарьова НАН України). Пройшов шлях від молодшого наукового співробітника до керівника відділу і відділення фізики поверхні та мікроелектроніки. Кандидат наук (1961), доктор наук (1971), професор (1974).

## Наукові досягнення
Один із фундаторів української школи фізики поверхні твердого тіла. Теоретичні та експериментальні дослідження напівпровідникових шаруватих структур, які широко застосовуються в інтегральній мікроелектроніці, відкрили якісно нові можливості вивчення не тільки штучно створених шаруватих систем зі складним профілем потенціального рельєфу, а й досить широко розповсюдженого у природі класу кристалів з природною шаруватістю. Вперше експериментально виявив ряд нових ефектів, таких, як люмінесценція поверхні напівпровідників (1974), підсилене планарне розповсюдження двовимірної плазми (1983), підпорогове стимульоване (лазерне) випромінювання у 2D-QW гетероструктурах (1986), розщеплення зон у матеріалах з нульовою забороненою зоною при зв'язуванні точкових дефектів. В останні роки важливе місце у дослідженнях посідають оптичні та електричні явища в алмазоподібних вуглецевих плівках, розробка нових типів фотоелектричних перетворювачів, дослідження нових фізичних явищ у квантово-розмірних системах.
Автор понад 400 статей у наукових журналах, 16 оглядів та брошур, 9 монографій.
Підготував 11 докторів і 35 кандидатів наук.
Член-кореспондент НАН України (1985). Президент Українського фізичного товариства та член виконкому Європейського фізичного товариства (з 2004 р.). Дійсний член Американського електрохімічного та Американського вакуумного товариств (з 1993 р.). Голова Української секції URSI (Міжнародний союз радіоінженерів). Член Українського відділення Міжнародного товариства оптичної техніки SPIE.
Перший заступник голови наукової ради НАН України з фізики напівпровідників та напівпровідникових приладів. Член ради із захисту докторських дисертацій. Член редколегій декількох наукових періодичних видань, зокрема міжнародних. Член програмних комітетів і запрошений доповідач численних конференцій з фізики напівпровідників та тонких плівок.

## Нагороди та звання
Заслужений діяч науки і техніки України. Лауреат Державних премій УРСР (1970) та України (1997) в галузі науки і техніки, премії АН УРСР ім. К. Д. Синельникова (1988), премії НАН України імені В. Є. Лашкарьова (2014). Почесний професор фонду Джорджа Сороса.